# Jean-Michel Sama Lukonde Kyenge
Jean-Michel Sama Lukonde Kyenge, né le 4 août 1977 à Paris (France), est un ingénieur et une personnalité politique de la république démocratique du Congo, Premier ministre du 26 avril 2021 au 12 juin 2024.
Il est nommé directeur de la Gécamines par le président Félix Tshisekedi le 3 juin 2019. Le 15 février 2021, il est chargé par le président de former un nouveau gouvernement.
Le 26 avril 2021, il est investi premier ministre par l'Assemblée nationale.
En février 2024, à la suite de son élection en tant que député national, il démissionne du poste de premier ministre.
En août 2024, Jean Michel Sama Lukonde Kyenge est élu président de la Chambre haute du Parlement.

## Biographie

### Origines familiales
Jean-Michel Sama Lukonde Kyenge est originaire de la province du Katanga, né le 4 août 1977 à Paris (France), fils de Faustine Mwansa et de Stéphane Lukonde Kyenge, une figure emblématique de la politique katangaise assassinée en 2001.

### Études
Jean-Michel Sama Lukonde Kyenge est diplômé de l’Institut Technique de Mutoshi à Kolwezi dans le  Lualaba en 1996 en chimie Industrielle. En 2000 il décroche un deuxième diplôme en Informatique/Technique de l’Information en Afrique du Sud puis son dernier à l’université de Lubumbashi en Chimie (Option Inorganique et Métallurgie) en 2006.
Il est également bénéficiaire des stages de formation qu’il a effectué à la Gécamine, précisément à Luilu, à EMT[Quoi ?] Likasi, à Shituru, à l’Usine de Lubumbashi, ainsi qu’à Nzilo et à la SINTEXKIN.

### Carrière professionnelle
La carrière professionnelle de Jean-Michel Sama Lukonde Kyenge débute en Afrique du Sud à Multichoice Africa avant de rentrer en 2001 au pays, où il œuvre jusqu’en 2004 dans le secteur minier dans un projet de partenariat Gécamines–Edina et Triples K sur les sites de Kamwale, Luisha et Kabolela.
À partir de 2005, il a été gestionnaire de l'usine de cuivre Small Mineral Services, puis consultant dans plusieurs sociétés privées du secteur minier : Métal mines, Huashin, Rubamin, etc.
Sama Lukonde Kyenge est nommé directeur de la Gécamines par le président Félix Tshisekedi le 3 juin 2019.

### Carrière politique
Jean-Michel Sama Lukonde Kyenge a été sous la présidence de Joseph Kabila, député et ministre des Sports, poste qu'il abandonna en 2015 au profit de son parti.
Quelques mois avant les élections de 2018, il s’était désolidarisé de Moïse Katumbi pour soutenir Félix Tshisekedi au sein du rassemblement de l’opposition, puis lors de sa candidature à l’élection présidentielle.
Le 15 février 2021, à la suite du renversement du gouvernement Ilunga, Jean-Michel Sama Lukonde Kyenge est chargé par le président Félix Tshisekedi de former un nouveau gouvernement en tant que futur Premier ministre. Son équipe gouvernementale est précisée le 12 avril 2021 et comprend 56 membres (dont 14 femmes). « Représentativité féminine : 27 %. Moyenne d’âge : 47 ans. Nouvelles figures : 80 %. Les priorités : sécurité, santé, enseignement, justice, agriculture, pêche et élevage, économie, processus électoral, infrastructure, numérique », résume-t-il sur Twitter. Il est investi le 26 avril suivant par l'Assemblée nationale.
En janvier 2024, après publication des résultats provisoires des élections législatives du 20 décembre 2023, il est réélu député national, dans la province minière du Haut-Katanga, d’où il est originaire. 
Le 20 février 2024, il présente sa démission et celle de son gouvernement, indiquant dans une vidéo vouloir privilégier son mandat de député national.
Le 1er avril 2024, Judith Tuluka Suminwa est désignée Première ministre.
Le 12 août 2024, Sama Lukonde Kyenge est élu président du Sénat, avec 84 voix sur 96.